# John Hurt
John Vincent Hurt CBE (Chesterfield, 22 de gener de 1940 - Norfolk, 25 de gener de 2017) fou un actor anglès.
Va néixer a Chesterfield, Derbyshire, Anglaterra, fill del vicari anglicà Arnold Herbert i de Phyllis Massey, enginyera i actriu aficionada.
Accedeix a la celebritat encarnant el paper de Joseph Merrick a la pel·lícula L'home elefant, que li val una nominació a l'oscar al millor actor el 1981, i a la televisió el de Calígula en la sèrie Jo, Claudi. Ha encarnat sobretot Max a L'Exprés de Mitjanit (nominació per l'oscar al millor actor secundari), Thomas W. Kane a Alien, Billy Irvine a La porta del cel, Winston Smith a 1984 i el Senyor Ollivander a Harry Potter i la pedra filosofal, paper que reprendrà el 2010 a Harry Potter i les relíquies de la mort.

## Biografia[5]
John Hurt va estudiar a Kent i Londres. Va treballar com a tramoista en el Lincoln Repertory i va estudiar en la Saint Martin School abans d'obtenir una beca per la Royal Academy of Dramatic Art (RADA).
En aquell moment Hurt va debutar en diferents companyies de teatre, realitzant obres de diferents autors com William Shakespeare o Christopher Marlowe. Les seves obres més importants es van produir en la companyia de teatre Royal Shakespeare Company, debutant professionalment en el West End el 1962 i obtenint el Premi de la Crítica per The Dwarfs', de Harold Pinter.

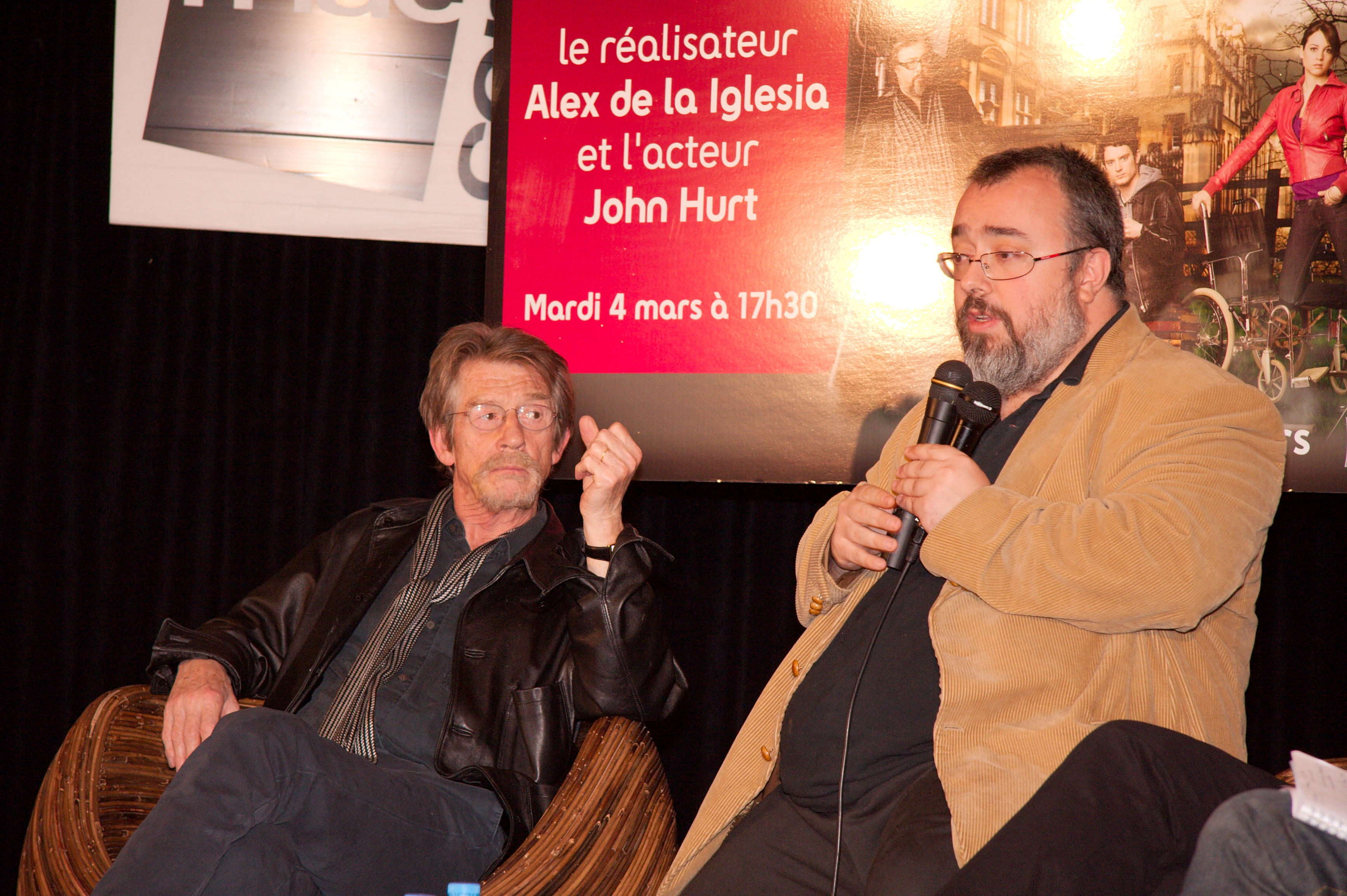
Hurt i el director de cinema Álex de la Iglesia, el 2008.

El 1966 va donar vida a un jove Richard Rich, primer baró de Rich, a la guardonada cinta dramatica-històrica A Man for All Seasons, la història de Sir Thomas More que va guanyar 6 Òscar i 7 BAFTA el 1967.
Ha treballat a The Caretaker, també de Pinter; Travesties, de Tom Stoppard, i Un mes al camp, d'Ivan Turguénev. El 2000 va ser molt aclamat per la seva actuació en el West End de Londres en L'última cinta de Krapp, de Samuel Beckett.
Va començar a treballar per a televisió el 1961 i en papers notables com el de Calígula a Jo, Claudi, i com Raskolnikov en Crim i càstig, encara que va ser la seva interpretació de Quentin Crisp en la minisèrie de la BBC The Naked Civil Servant amb el BAFTA al millor actor de televisió, repetint aquest paper en An Englishman in New York.
Es va donar a conèixer internacionalment per Midnight Express i com Joseph Merrick a L'home elefant, pels que va guanyar dos BAFTA i dues nominacions a l'Oscar al millor actor secundari i Oscar al millor actor respectivament.
El 1979 a Alien, de Ridley Scott, va tenir una actuació com a membre del repartiment amb el paper de Kane.
Después, sota la producció de Jim Henson, va realitzar la sèrie de televisió anomenada The Storyteller que va ser estrenada el 1988. La trama es basava en un vell narrador de contes, interpretat per John Hurt, que s'asseia a la llum d'una vella xemeneia juntament amb el seu gos (que era una marioneta) a explicar històries fantàstiques basades en diferents mites i llegendes.
També en pel·lícules de menor nivell artístic, encara que molt reconegudes a la taquilla com Rob Roy, de Michael Caton-Jones, i La mandolina del capità Corelli, de John Madden, juntament amb Nicolas Cage i Penélope Cruz.
El 2007 durant el rodatge de la pel·lícula Els crims d'Oxford Álex de la Iglesia, l'actor va anunciar que participaria a les ordres del director Steven Spielberg, a Indiana Jones i el regne de la calavera de cristall
El 2009 va confirmar la seva tornada per a la saga de Harry Potter, on una vegada més interpretaria a Garrick Ollivander en l'últim lliurament de la saga: Les Relíquies de la Mort el 2010 i el 2011, nou anys després de la seva primera participació en el primer lliurament.
El 2013 va aparèixer a l'últim capítol de la setena temporada de Doctor Who, El nom del Doctor i va ser presentat per sorpresa com una encarnació antiga desconeguda fins aleshores El Doctor. En la seva següent aparició en La nit del Doctor es va revelar la seva identitat com el Doctor Guerrer, una encarnació sorgida després de la regeneració del Vuitè Doctor, fent una aparició Hurt en l'episodi mostrant-lo molt més jove mitjançant el muntatge d'una imatge d'arxiu. En El dia del Doctor, l'episodi especial del 50 aniversari de la sèrie, va prendre un paper més protagonista, compartint cartell amb Matt Smith, el Doctor titular de la sèrie en aquell moment, i David Tennant, el Doctor precedent. Al final d'aquest episodi es va mostrar l'inici de la seva transformació en el Novè Doctor interpretat per Christopher Eccleston, confirmant-se així que el seu Doctor estava situat entre el Vuitè i el Novè.

## Filmografia

### Pel·lícules
| Any  | Pel·lícula                                                                                               | Paper                                | Notes |
| ---- | --- | ------------------------------------ | --- |
| 1962 | The Wild and the Willing                                                                                 | Phil                                 | |
| 1963 | This Is My Street                                                                                        | Charlie                              | |
| 1966 | Un home per a l'eternitat (A Man for All Seasons)                                                        | Richard Rich                         | |
| 1967 | The Sailor from Gibraltar                                                                                | John                                 | |
| 1969 | In Search of Gregory                                                                                     | Daniel                               | |
| 1969 | La forca pot esperar (Sinful Davey)                                                                      | Davey Haggart                        | |
| 1969 | Before Winter Comes                                                                                      | Tinent Pilkington                    | |
| 1971 | Mr. Forbush and the Penguins                                                                             | Richard Forbush                      | |
| 1971 | L'estrangulador de Rillington Place (10 Rillington Place)                                                | Timothy John Evans                   | Nominada — BAFTA al millor actor secundari                                                                       |
| 1972 | The Pied Piper                                                                                           | Franz                                | |
| 1974 | Little Malcolm                                                                                           | Malcolm Scrawdyke                    | |
| 1975 | The Ghoul                                                                                                | Tom Rawlings                         | |
| 1975 | La linea del fiume                                                                                       | Chandler                             | |
| 1977 | East of Elephant Rock                                                                                    | Nash                                 | |
| 1977 | Three Dangerous Ladies                                                                                   | Tinent Simmonds                      | |
| 1977 | The Disappearance                                                                                        | Atkinson                             | |
| 1978 | Watership Down                                                                                           | Hazel                                | Veu |
| 1978 | El crit (The Shout)                                                                                      | Anthony Fielding                     | |
| 1978 | L'Exprés de Mitjanit (Midnight Express)                                                                  | Max                                  | Globus d'Or al millor actor secundari BAFTA al millor actor secundari Nominada — Oscar al millor actor secundari |
| 1978 | El senyor dels anells (The Lord of the Rings)                                                            | Aragorn                              | Veu |
| 1979 | Alien | Kane                                 | Nominada — BAFTA al millor actor secundari                                                                       |
| 1980 | L'home elefant (Elephant Man)                                                                            | John Merrick                         | BAFTA al millor actor Nominada — Oscar al millor actor Nominada — Globus d'Or al millor actor dramàtic           |
| 1980 | La porta del cel (Heaven's Gate)                                                                         | Billy Irvine                         | |
| 1981 | Night Crossing                                                                                           | Peter Strelzyk                       | |
| 1981 | History of the World, Part I                                                                             | Jesus Christ                         | |
| 1982 | Més que col·legues (Partners)                                                                            | Kerwin                               | |
| 1982 | The Plague Dogs                                                                                          | Snitter                              | Veu |
| 1983 | The Osterman Weekend                                                                                     | Lawrence Fassett                     | |
| 1984 | Champions                                                                                                | Bob Champion                         | |
| 1984 | Success Is the Best Revenge                                                                              | Dino Montecurva                      | |
| 1984 | The Hit                                                                                                  | Braddock                             | |
| 1984 | Nineteen Eighty-Four                                                                                     | Winston Smith                        | |
| 1985 | After Darkness                                                                                           | Peter Hunningford                    | |
| 1985 | The Black Cauldron                                                                                       | The Horned King                      | Veu |
| 1986 | Jake Speed                                                                                               | Sid                                  | |
| 1987 | The Hunting of the Snark                                                                                 | Narrador                             | Veu |
| 1987 | Rocinante                                                                                                | Bill                                 | |
| 1987 | From the Hip                                                                                             | Douglas Benoit                       | |
| 1987 | L'esbojarrada història de les galàxies (Spaceballs)                                                      | Kane                                 | |
| 1987 | Aria | L'actor                              | Segment "I pagliacci"                                                                                            |
| 1987 | Vincent                                                                                                  |                                      | Veu |
| 1987 | Passions a Kenya (White Mischief)                                                                        | Gilbert Colvile                      | |
| 1988 | The Bengali Night                                                                                        | Lucien Metz                          | |
| 1989 | Scandal                                                                                                  | Stephen Ward                         | |
| 1989 | Little Sweetheart                                                                                        | Robert Burger                        | |
| 1990 | Romeo-Juliet                                                                                             | La Dama dels gats Mercutio           | |
| 1990 | Windprints                                                                                               | Charles Rutherford                   | |
| 1990 | The Field                                                                                                | Bird O'Donnell                       | Nominada — BAFTA al millor actor secundari                                                                       |
| 1990 | 'Frankenstein desencadenat (Frankenstein Unbound)                                                        | Dr. Joe Buchanan Narrador            | |
| 1991 | I Dreamt I Woke Up                                                                                       | L'Alter Ego de John Boorman          | |
| 1991 | King Ralph                                                                                               | Lord Percival Graves                 | |
| 1992 | Lapse of Memory                                                                                          | Conrad Farmer                        | |
| 1993 | Kölcsönkapott idö                                                                                        | Sean                                 | |
| 1993 | Dark at Noon                                                                                             | Anthony El marquès                   | |
| 1993 | Monolith                                                                                                 | Villano                              | |
| 1993 | Even Cowgirls Get the Blues                                                                              | La comtessa                          | |
| 1994 | Rabbit Ears: Aladdin and the Magic Lamp                                                                  | Storyteller                          | Per vídeo |
| 1994 | Thumbelina                                                                                               | Mr. Mole                             | Veu |
| 1994 | Second Best                                                                                              | Oncle Turpin                         | |
| 1995 | Two Nudes Bathing                                                                                        | Marquès de Prey                      | |
| 1995 | Saigon Baby                                                                                              | Jack Lee                             | |
| 1995 | Rob Roy                                                                                                  | James Graham                         | |
| 1995 | Dead Man                                                                                                 | John Scholfield                      | |
| 1995 | La llegenda de Wild Bill (Wild Bill)                                                                     | Charley Prince                       | |
| 1997 | Tender Loving Care                                                                                       | Dr. Turner                           | Film Interactiu CD-ROM                                                                                           |
| 1997 | Love and Death on Long Island                                                                            | Giles De'Ath                         | |
| 1997 | Contact                                                                                                  | S.R. Hadden                          | |
| 1997 | Bandyta                                                                                                  | Babits                               | |
| 1998 | El comissari europeu (The Commissioner)                                                                  | James Morton                         | |
| 1998 | Night Train                                                                                              | Michael Poole                        | |
| 1998 | De bèsties i bestioles (All the Little Animals)                                                          | Mr. Summers                          | |
| 1999 | The Clim                                                                                                 | Chuck Langer                         | |
| 1999 | Sang nova (New Blood)                                                                                    | Alan White                           | |
| 1999 | A Monkey's Tale                                                                                          | Sebastian                            | Versió anglesa de la pel·lícula francesa Le Château des singes                                                   |
| 1999 | If... Dog... Rabbit...                                                                                   | Sean Cooper                          | |
| 1999 | You're Dead...                                                                                           | Maitland                             | |
| 2000 | La pel·lícula d'en Tigger. Les noves aventures de Winnie de Poo i els seus amics (The Tigger Movie)      | Narrador                             | Veu |
| 2000 | Lost Souls                                                                                               | Father Lareaux                       | |
| 2001 | Tabloid                                                                                                  | Vince                                | |
| 2001 | La mandolina del capità Corelli (Captain Corelli's Mandolin)                                             | Dr. Iannis                           | |
| 2001 | Harry Potter i la pedra fisosofal (Harry Potter and the Philosopher's Stone)                             | Mr. Ollivander                       | |
| 2002 | Miranda                                                                                                  | Christian                            | |
| 2002 | Crime and Punishment                                                                                     | Porfiry                              | |
| 2003 | Owning Mahowny                                                                                           | Victor Foss                          | |
| 2003 | Meeting Che Guevara & the Man from Maybury Hill                                                          | Home de Maybury Hill                 | |
| 2003 | Dogville                                                                                                 | Narrador                             | Veu |
| 2004 | Hellboy                                                                                                  | Professor Trevor "Broom" Bruttenholm | |
| 2005 | Short Order                                                                                              | Felix                                | |
| 2005 | Valiant                                                                                                  | Felix                                | Veu |
| 2005 | The Proposition                                                                                          | Jellon Lamb                          | |
| 2005 | Disparant els gossos (Shooting Dogs)                                                                     | Christopher                          | |
| 2005 | Manderlay                                                                                                | Narrador                             | Veu |
| 2005 | The Skeleton Key                                                                                         | Ben Devereaux                        | |
| 2006 | V de vendetta (V for Vendetta)                                                                           | Adam Sutler                          | |
| 2006 | El perfum: Història d'un assassí (Das Parfum - Die Geschichte eines Mörders)                             | Narrador                             | Veu |
| 2007 | Boxes | El pare de Fanny                     | |
| 2008 | The Oxford Murders                                                                                       | Arthur Seldom                        | |
| 2008 | Indiana Jones i el regne de la calavera de cristall (Indiana Jones and the Kingdom of the Crystal Skull) | Professor Harold Oxley               | |
| 2008 | Hellboy II: The Golden Army                                                                              | Professor Trevor 'Broom' Bruttenholm | Cameo |
| 2008 | Lecture 21                                                                                               | Mondrian Kilroy                      | |
| 2009 | Outlander                                                                                                | Rothgar                              | |
| 2009 | The Limits of Control                                                                                    | Guitar                               | |
| 2009 | New York, I Love You                                                                                     | Cambrer                              | |
| 2009 | An Englishman in New York                                                                                | Quentin Crisp (2009)                 | |
| 2009 | 44 Inch Chest                                                                                            | Old Man Peanut                       | |
| 2010 | Harry Potter i les relíquies de la Mort - Part 1 (Harry Potter and the Deathly Hallows – Part 1)         | Mr. Ollivander                       | |
| 2010 | Tron Legacy                                                                                              | TBA                                  | |
| 2011 | Harry Potter i les relíquies de la Mort - Part 2 (Harry Potter and the Deathly Hallows – Part 2)         | Mr. Ollivander                       | |
| 2011 | In Love with Alma Cogan                                                                                  | Mestre de cerimònies                 | |
| 2011 | Melancolia (Melancholia)                                                                                 | Dexter                               | |
| 2011 | El talp (Tinker Tailor Soldier Spy)                                                                      | Control                              | |
| 2011 | Immortals                                                                                                | Zeus                                 | |
| 2012 | Jayne Mansfield's Car                                                                                    | Kingsley Bedford                     | |
| 2012 | Enric V (Henry V)                                                                                        |                                      | |
| 2013 | Charlie Countryman                                                                                       | Narrador                             | |
| 2013 | Only Lovers Left Alive                                                                                   | Marlowe                              | |
| 2013 | Snowpiercer                                                                                              | Gilliam                              | |
| 2013 | More Than Honey                                                                                          | Narrador                             | Veu Documental                                                                                                   |
| 2013 | Benjamin Britten – Peace and Conflict                                                                    | Narrador                             | |
| 2014 | Hercules                                                                                                 | Cotys, King of Thrace                | |
| 2014 | The Absinthe Drinkers                                                                                    | Antonio Argenti                      | |

### Televisió
| Any       | Títol                                         | Paper                                | Notes                                                                                   |
| --------- | --------------------------------------------- | ------------------------------------ | --------------------------------------------------------------------------------------- |
| 1961      | Drama 61-67                                   | Private Briggs                       | Episodi 1.16: "Drama '61: Local Incident"                                               |
| 1962      | Z-Cars                                        | James Hogan                          | Episodi 1.29: "Assault"                                                                 |
| 1963      | First Night                                   | Garry                                | Episodi 1.12: "Menace"                                                                  |
| 1964      | Armchair Theatre                              |                                      | Episodi 4.102: "A Jug of Bread"                                                         |
| 1964      | Thursday Theatre                              | Orpheus                              | Episodi 1.11: "Point of Departure"                                                      |
| 1964-1965 | ITV Play of the Week                          | Diversos papers                      | Surt en tres episodis                                                                   |
| 1965      | Gideon's Way                                  | Freddy Tinsdale                      | Episodi 1.14: "The Tin God"                                                             |
| 1973      | Wessex Tales                                  | Joshua Harlborough                   | Episodi 1.3: "A Tragedy of Two Ambitions"                                               |
| 1974      | The Playboy of the Western World              | Christopher "Christy" Mahon          | Telefilm                                                                                |
| 1975      | The Naked Civil Servant                       | Quentin Crisp                        | Telefilm                                                                                |
| 1976      | Shades of Greene                              | Fred                                 | Episodi 2.6: "A Drive in the Country"                                                   |
| 1976      | Play for Today                                | Alec Cassell                         | Episodi 6.22: "The Peddler"                                                             |
| 1976      | The Sweeney                                   | Tony Grey                            | Episodi 3.4: "Tomorrow Man"                                                             |
| 1976      | Jo, Claudi (I, Claudius)                      | Calígula                             | minisèrie TV                                                                            |
| 1977      | Spectre                                       | Mitri Cyon                           | Telefilm                                                                                |
| 1979      | Crime and Punishment                          | Rodion Romanovich Raskolnikov        | Minisèrie TV                                                                            |
| 1983      | King Lear                                     | The Fool                             | Telefilm                                                                                |
| 1988      | Deadline                                      | Granville Jones                      | Telefilm                                                                                |
| 1988      | The Storyteller                               | The Storyteller                      | Surt als nou primers episodis                                                           |
| 1990      | The Investigation: Inside a Terrorist Bombing | Chris Mullin                         | Telefilm                                                                                |
| 1991      | Journey to Knock                              | Alfred                               | Telefilm                                                                                |
| 1991      | Red Fox                                       | Archie Carpenter                     | Minisèrie TV                                                                            |
| 1992      | Six Characters in Search of an Author         | The Father                           | Telefilm                                                                                |
| 1993      | Great Moments in Aviation                     | Rex Goodyear                         | Telefilm                                                                                |
| 1995      | Prisoners in Time                             | Eric Lomax                           | Telefilm                                                                                |
| 1998      | Saturday Night Live                           | March Hare                           | Episodi 23.17                                                                           |
| 1999-2000 | Watership Down'                               | General Woundwort                    | Multiples episodis; veu                                                                 |
| 2001      | Beckett on Film                               | Krapp                                | Telefilm                                                                                |
| 2002      | Bait                                          | Jack Blake                           | Telefilm                                                                                |
| 2004      | The Alan Clark Diaries                        | Alan Clark                           | sèrie TV                                                                                |
| 2004      | Pride                                         | Harry                                | Telefilm; veu                                                                           |
| 2005      | Hiroshima                                     | Narrador                             | Veu                                                                                     |
| 2007      | Hellboy: Blood and Iron                       | Professor Trevor 'Broom' Bruttenholm | Telefilm; veu                                                                           |
| 2007      | Masters of Science Fiction                    | Samswope                             | Episodi 1.4: "The Discarded"                                                            |
| 2008      | Recount                                       | Warren Christopher                   | Telefilm                                                                                |
| 2008-2009 | Merlin (Temporades 1 & 2)                     | The Great Dragon                     | Veu; surt a 9 episodis; als crèdits, a 15                                               |
| 2009      | Gruffalo                                      | The Owl                              | ?                                                                                       |
| 2009      | The Paul O'Grady Show                         | Ell mateix                           | Penúltim episodi                                                                        |
| 2010      | Human Planet                                  | Narrador                             | Documental                                                                              |
| 2011      | Harry's Arctic Heroes                         | Narrador                             | Documental                                                                              |
| 2011      | Planet Dinosaur                               | Narrador                             | Documental                                                                              |
| 2012      | Labyrinth                                     | Audric Baillard                      | minisèrie                                                                               |
| 2012      | The Jonathan Ross Show                        | Ell mateix                           | Un capítol                                                                              |
| 2012      | Playhouse Presents                            | El misteri                           | Veu, un capítol                                                                         |
| 2013      | Doctor Who                                    | Doctor Guerrer                       | Capítols "The Name of the Doctor", "The Night of the Doctor", i "The Day of the Doctor" |
| 2014      | The Strain                                    | Professor Abraham Setrakian          | Capítol pilot                                                                           |

### Vídeojocs
- Privateer 2: The Darkening (1996) - Joe the Bartender
- Tender Loving Care (1998) - Dr. Turner

### Altres projectes i contribucions
- When Love Speaks (2002, EMI Classics) - "Sonnet 145": ("Those lips that Love's own hand did make")
- Hurt actua en el vídeo promocional a Attitude del grup Suede.